# Acoelomorpha
Die Acoelomorpha („A“ = nicht, kein; „coela“ = Coelom, Darm) sind ein Taxon sehr kleiner wurmartiger Tiere, die ursprünglich zur Klasse der Strudelwürmer (Turbellaria) und damit zu den Plattwürmern (Plathelminthes) gezählt wurden. 2004 wurden sie von Baguña & Riutort in den Rang eines Stammes erhoben und 2011 von Philippe und Kollegen als Unterstamm den Xenacoelomorpha zugeordnet.

## Merkmale
Es sind sehr kleine Tiere, die keinen Verdauungstrakt haben. Äußerlich ähneln sie den Plattwürmern, leben im Meer, zwischen den Partikeln des Sediments, planktonisch oder auf der Oberfläche von Algen oder Korallen. Wie den Plattwürmern fehlt ihnen das Coelom.
Untersuchungen der Ribosomalen DNA sowie von Anzahl und Typ der Hox-Gene kamen zu dem Ergebnis, dass die meisten Untertaxa der Plattwürmer innerhalb der Urmünder (Protostomia) zu den Lophotrochozoa gestellt werden müssen, während die Acoelomorpha zu den Neumündern (Deuterostomia) gehören. Neuere Untersuchen lassen eine basalere Position, als Schwestergruppe der übrigen Bilateria, wahrscheinlicher erscheinen.

## Lebensweise
Manche Acoelomorpha z. B. die Gattung Waminoa leben mit Zooxanthellen in Symbiose und ernähren sich unter anderem von deren Photosyntheseprodukten. Convoluta lebt in Symbiose mit der einzelligen Grünalge Tetraselmis convolutae.

## Systematik
Zu den Acoelomorpha gehören zwei Klassen, die Acoela und die Nemertodermatida:
- Acoelomorpha Ehlers, 1985 (2 Klassen)
  - Klasse Nemertodermatida Karling, 1940 (2 Familien)
    - Familie Ascopariidae Sterrer, 1998 (2 Gattungen, 4 Arten)
    - Familie Nemertodermatidae Steinböck, 1930 (4 Gattungen, 5 Arten)

  - Klasse Acoela Uljanin, 1870 (16 Familien)
    - Familie Diopisthoporidae Westblad, 1940 (1 Gattung, 5 Arten)
    - Klade Bitesticulata Jondelius, Wallberg, Hooge & Raikova, 2011
      - Familie Paratomellidae Dörjes, 1966 (2 Gattungen, 3 Arten)

    - Klade Bursalia Jondelius, Wallberg, Hooge & Raikova, 2011
      - Klade Prosopharyngida Jondelius, Wallberg, Hooge & Raikova, 2011
        - Familie Hallangiidae Westblad, 1946 (2 Gattungen, 2 Arten)
        - Familie Hofsteniidae Bock, 1923 (3 Gattungen, 6 Arten)
        - Familie Solenofilomorphidae Dörjes, 1968 (5 Gattungen, 10 Arten)

      - Klade Crucimusculata Jondelius, Wallberg, Hooge & Raikova, 2011
        - Familie Dakuidae Hooge, 2003 (3 Gattungen, 21 Arten)
        - Familie Isodiametridae Hooge & Tyler, 2005 (22 Gattungen, 90 Arten)
        - Familie Otocelididae Westblad, 1948 (5 Gattungen, 9 Arten)
        - Familie Proporidae Graff, 1882 (14 Gattungen, 62 Arten)

      - Klade Aberrantospermata Jondelius, Wallberg, Hooge & Raikova, 2011
        - Familie Convolutidae Graff, 1905 (24 Gattungen, 114 Arten)
        - Familie Mecynostomidae Dörjes, 1968 (11 Gattungen, 32 Arten)

    - Familie incertae sedis Actinoposthiidae Hooge, 2001 (10 Gattungen, 22 Arten)
    - Familie incertae sedis Antigonariidae Dörjes, 1968 (1 Gattung, 1 Art)
    - Familie incertae sedis Antroposthiidae Faubel, 1976 (3 Gattungen, 3 Arten)
    - Familie incertae sedis Nadinidae Dörjes, 1968 (1 Gattung, 3 Arten)
    - Familie incertae sedis Tauridae Kostenko, 1989 (1 Gattung, 1 Art)